# 陳叔陵
陳叔陵（ちんしゅくりょう、? - 太建14年1月11日（582年2月18日））は、中国の南北朝時代陳の皇族。第4代皇帝・宣帝の次男。字は子嵩。生母は彭貴嬪。

## 生涯
光大2年（568年）、康楽県侯に封じられる。翌太建元年（569年）に揚州刺史・始興王に昇格した。
彼は厳格かつ残忍な性格で、自分の領土で全ての政務を執り行なった。業務を部下に触れさせず、そのことで家臣が反論し直言すると、父帝に上奏しその家臣を処刑したという。そのために周りから恐れられる存在となった。次第に傲慢さが増大し、家臣に恩賞を与えずに自分で財宝を独占したり、苛酷な賦役を課すなど、家臣や領民を虐待したという。また、古代の君主の陵墓を暴いて、価値がある財宝を独占したという。さらに統治下で領民の美しい人妻や若い娘がいると強制的に召集し自分の側室に入れたという。これらのことから、彼の領土では怨嗟の声が広がったため、重臣の施文慶らが宣帝に上奏し、始興王の処分を要求した。父の宣帝は愛する彭貴嬪の子を処分するのに忍びず、厳重注意のみにとどめたのだが、異母兄の太子・陳叔宝は異母弟の横暴な振る舞いを苦々しく思っていた。
太建14年（582年）正月、宣帝が崩御すると、新皇帝となった陳叔宝は施文慶と諮って始興王の造反を煽り出した。これに乗せられた陳叔陵は帝位を奪うべく反乱を起こしたが、施文慶の指示を受け待ち構えていた右衛将軍・蕭摩訶率いる朝廷軍によって反乱は鎮圧され、陳叔陵自身も戦死した。

## 伝記資料
- 『陳書』巻35（列伝第30）